# Luise Cooper
Luise Cooper (eigentlich: Adolphine Luise Cooper) (* 3. April 1849 in Oppeln bei Neuhaus/Oste; † 1. Dezember 1931 in Hildesheim) war eine deutsche Entwicklungshelferin, Autorin und die Gründerin der Hildesheimer Blindenmission.
Ab ihrem achten Lebensjahr wuchs Luise Cooper in Borstel im Alten Land auf, wo ihr Vater Carl Ferdinand Cooper eine Pastorenstelle innehatte. Das häufig kränkelnde Mädchen wurde zu Hause vom Vater unterrichtet. Angeregt durch den streitbaren Vater und die Erzählungen ihres englischen Großvaters Samuel Cooper, der als Arzt und Kaufmann die Welt bereist hatte, entschied sie sich für ein Leben im Missionsdienst.

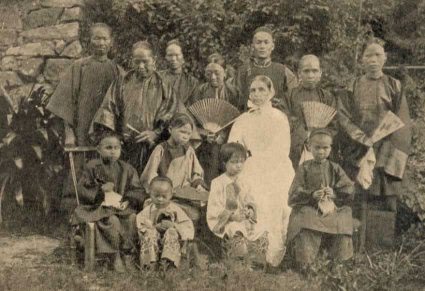
Schwester Martha Postler und chinesische Mädchen in Hongkong, 1900

Am 21. April 1884 wurde Luise Cooper von der Berliner Mission nach Hongkong gesandt, nachdem sie zuvor vergeblich versucht hatte, als Missionarin nach Afrika zu gelangen. Ihr Einsatz in China galt blinden Mädchen. Mädchen wurden in China ohnehin als Menschen zweiter Klasse angesehen; waren sie zusätzlich noch behindert, wurden sie oft schon als Säuglinge getötet oder aus den Familien ausgestoßen. Schon zwei Jahre später musste sie allerdings wegen einer schweren Erkrankung diese Arbeit aufgeben und nach Deutschland zurückkehren. Ihre Arbeit vor Ort wurde von Martha Postler übernommen. Das Schicksal der Mädchen ließ aber auch Luise Cooper nicht los, und sie setzte sich fortan in zahlreichen Schriften und Aufrufen für die blinden Mädchen in China ein. 1890 gründete sie in Hildesheim den Frauenmissionsverein. Bis 1926 war sie Vorsteherin der Hildesheimer Blindenmission.
Die Louise-Cooper-Straße in Hildesheim ist nach ihr benannt.